# Dinopium
Dinopium ist eine Gattung der Vögel aus der Familie der Spechte (Picidae). Die Gattung umfasst vier Arten, die mittelgroß und insgesamt kontrastreich gefärbt sind und jeweils Teile Süd- und Südostasiens bewohnen. In Färbung und Habitus ähneln die Arten sehr der noch variableren Gattung Chrysocolaptes. Diese Ähnlichkeiten gehen so weit, dass sympatrisch vorkommende Unterarten der beiden Gattungen jeweils ähnliche Färbungsvarianten aufweisen. Die Gattungen Dinopium und Chrysocolaptes sind nach molekulargenetischen Untersuchungen jedoch nicht näher miteinander verwandt, die Gründe für diese Ähnlichkeiten sind bisher nicht bekannt. Die Vertreter der Gattung Dinopium bewohnen je nach Art unterschiedliche Waldtypen vom geschlossenen immergrünen Regenwald bis zu Kiefernwäldern und offenem, trockenen Waldland. Die überwiegend an Bäumen gesuchte Nahrung besteht soweit bekannt vorwiegend aus Ameisen und deren Puppen, Larven anderer holzbewohnender Insekten sowie anderen Gliederfüßern.
Der Olivrückenspecht (Dinopium rafflesii) wird von der IUCN aufgrund der Zerstörung der von ihm vor allem bewohnten ursprünglichen Regenwälder als Art der Vorwarnliste („near threatened“) geführt, die anderen vier Arten der Gattung werden als nicht gefährdet („least concern“) eingestuft.

## Beschreibung
Die fünf Arten sind mittelgroße Spechte mit einer ausgeprägten Federhaube, einem recht weichen, langen und etwas nach unten gebogenen Schwanz und einem kurzen bis mittellangen, punkt- bis meißelförmig zugespitzten und an der Basis schmalen Schnabel. Der Schnabelfirst ist nach unten gebogen. Die Nasenlöcher sind nur teilweise von Federn verdeckt. Die Arten haben drei oder vier Zehen, die erste Zehe ist sehr kurz und reduziert oder fehlt ganz, die vierte (äußere) Zehe ist etwas kürzer als die beiden Vorderzehen. Diese Spechte sind insgesamt kontrastreich und variabel gefärbt, wobei Grün-, Rot- und Goldtöne vorkommen, die mit schwarz-weißen Gefiederpartien kombiniert sind. Die Arten zeigen hinsichtlich der Färbung außerdem einen deutlichen Geschlechtsdimorphismus; bei Männchen sind mindestens Oberkopf und Haube rot, diese Partien sind bei Weibchen mindestens zum Teil wie der übrige Kopf schwarz-weiß. Bei einer Art unterscheidet sich auch die Färbung des Bartstreifs zwischen den Geschlechtern.

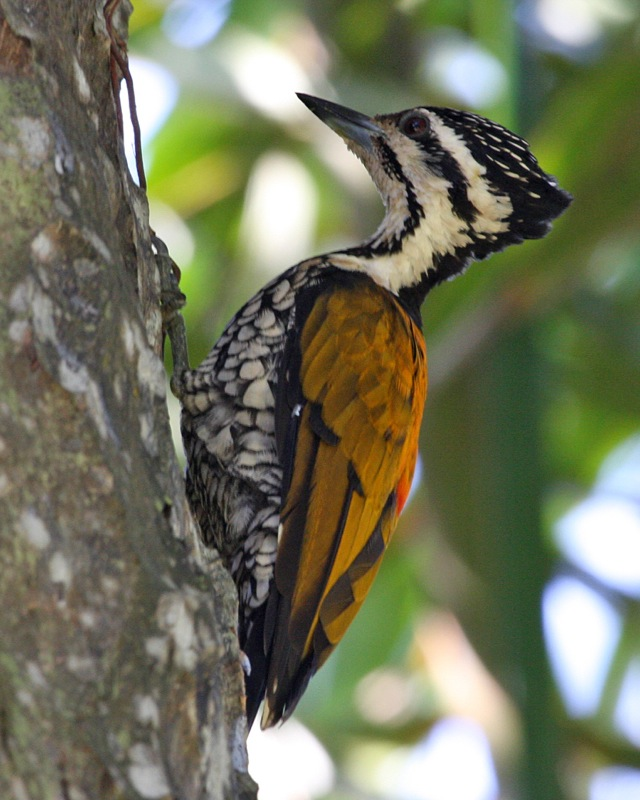
Feuerrückenspecht (Dinopium javanense), Weibchen

In Färbung und Habitus ähneln die Arten sehr der noch variableren Gattung Chrysocolaptes. Diese Ähnlichkeiten gehen so weit, dass sympatrisch vorkommende Unterarten der beiden Gattungen jeweils ähnliche Färbungsvarianten aufweisen.

## Systematik
Die Gattung umfasst fünf Arten:
- Olivrückenspecht (Dinopium rafflesii) (Vigors, 1830)
- Himalaya-Feuerrückenspecht (Dinopium shorii) (Vigors, 1832)
- Feuerrückenspecht (Dinopium javanense) (Ljungh, 1797)
- Bengalenspecht (Dinopium benghalense) (Linnaeus, 1758)
- Rotrückenspecht (Dinopium psarodes) (Lichtenstein, 1793)

Nach einer molekulargenetischen Untersuchung unter Einbeziehung einer der fünf Arten (Dinopium javanense) ist die Gattung Dinopium trotz der zum Teil sehr großen Ähnlichkeiten in Färbung und Habitus nicht näher mit der Gattung Chrysocolaptes verwandt. Das Schwestertaxon der Gattung Dinopium sind nach dieser Untersuchung die Bambusspechte (Gecinulus). Eine molekulargenetische Untersuchung unter Einbeziehung aller Arten der Gattung steht bisher aus.